# STS-79
STS-79 — космический полёт MTKK «Атлантис» по программе «Спейс Шаттл» (79-й полёт программы, 17-й полёт для «Атлантиса») и совместной космической программе РФ и США «Мир — Шаттл» (4-й полёт программы).

## Экипаж
Уильям Редди был назначен командиром экипажа STS-79 ещё в ноябре 1994 года, остальные — весной 1995 года. Первоначально специалистом полёта-4, сменой астронавта Шеннон Лусид, должен был лететь Джерри Линенджер, который вскоре был заменён на Джона Блаха.

### Экипаж старта
- (НАСА): Уильям Редди (3)[4] — командир;
- (НАСА): Терренс Уилкатт (2) — пилот;
- (НАСА): Томас Эйкерс (4) — специалист полёта-1;
- (НАСА): Джером Эпт (4) — специалист полёта-2;
- (НАСА): Карл Уолз (3) — специалист полёта-3;
- (НАСА): Джон Блаха (5) — специалист полёта-4.

### Экипаж приземления
- (НАСА): Уильям Редди (3) — командир;
- (НАСА): Терренс Уилкатт (2) — пилот;
- (НАСА): Томас Эйкерс (4) — специалист полёта-1;
- (НАСА): Джером Эпт (4) — специалист полёта-2;
- (НАСА): Карл Уолз (3) — специалист полёта-3;
- (НАСА): Шеннон Лусид (5) — специалист полёта-4[5].

## Параметры полёта
- Наклонение орбиты — 51,7°;
- Период обращения — 92,1 мин;
- Перигей — 368 км;
- Апогей — 386 км.

## Особенности миссии
Во время миссии STS-79 была проведена операция по стыковке с орбитальной станцией «Мир», куда шаттл доставил продовольствие, воду, оборудование для научных экспериментов США и России, а также был произведён обмен членами экипажа (первая миссия по смене американского члена экипажа). В ходе миссии был установлен рекорд по состыковке наиболее тяжёлой массы обоих комплексов в пространстве. К тому же STS-79 является первой полётом, где был задействован сдвоенный модуль «Спейсхэб».

## Эмблема
Эмблеме миссии STS-79 имеет форму люка шлюзовой камеры шаттла, символизируя тем самым «ворота» к международному (РФ и США) сотрудничеству в космосе. В центре композиции, на фоне флага Соединённых Штатов и флага России, изображено рукопожатие двух людей в скафандрах, что символизирует тесное сотрудничество астронавтов и всех наземных служб.